# Иленька (приток Узени)
Иленька — река в России, протекает по Кармаскалинскому району Республики Башкортостан. Правый приток реки Узень.
Начинается на северо-восточной окраине села Ильтуганово. Впадает в Узень в черте деревни Новомусино. Устье Иленьки находится в 15 км по правому берегу реки Узень. Длина реки составляет 12 км.

## Данные водного реестра
По данным государственного водного реестра России относится к Камскому бассейновому округу, водохозяйственный участок реки — Белая от водомерного поста села Охлебино до города Уфы, без рек Уфы (от истока до посёлка городского типа Шакши) и Дёмы (от истока до водомерного поста у деревни Бочкарёвки), речной подбассейн реки — Белая. Речной бассейн реки — Кама.
Код объекта в государственном водном реестре — 10010201412111100020077.